# Smart QQ
WebQQ是腾讯于2009年9月15日正式推出的一项服务，该服务可以使用户在不安装QQ软件的情况下使用QQ的部分服务。该功能已于2019年1月1日停止运营。

## 版本

### WebQQ 1.x
WebQQ 1.x 是腾讯服务WebQQ的最初版本，该版本的界面相当简洁，仅仅相当于一个QQ好友列表加上一个QQ聊天窗口。这项服务的初衷未知。
WebQQ 1.7 之前版本并不支持IE以外的浏览器使用。

### WebQQ Mini
WebQQ 1.5 发布不久后，腾讯推出了WebQQ Mini，此版本仅有文字聊天功能。在3Q大战中，此版本是唯一没有被临时关闭的WebQQ服务，同样，各种升级也没有应用到WebQQ Mini上。2012年，腾讯关闭了此项服务。

### WebQQ 2.0
2010年9月14日，腾讯开始对WebQQ 2.0进行公测。该版本借鉴了操作系统的UI，但由于该项技术在国内暂不成熟，致使该版本运行缓慢，所以腾讯于WebQQ 2.0正式版发布不久后恢复了WebQQ 1.7的入口。
域名改为web2.qq.com

### WebQQ 3.0
2011年4月26日，腾讯将WebQQ 1.7的入口引导至WebQQ 3.0正式版，并且新开启了一个入口。此版本借鉴了Linux系统的多桌面功能，增加了语音、视频聊天功能，支持AIR客户端，并且大幅度优化运行及加载速度。不久后，腾讯将WebQQ 2.0的入口也引导至该版本。

### SmartQQ
2013年9月，WebQQ改名SmartQQ发布。它在界面方面和手机QQ非常相似，聊天方式则又和Pad版的QQ类似。
域名为w.qq.com
由于安全问题，限制为仅能扫描二维码登录。
2019年1月1日，Smart QQ正式停止服务。

## 争议
WebQQ 2.0刚上市时提供登录Gmail的功能。网友发现若使用此功能登录Gmail，Gmail的帐号密码会被发送到腾讯的一个服务器。不到半小时后，WebQQ 2.0中的Gmail模块已经在Firefox和Chrome浏览器中被举报为欺诈网站。很快，腾讯移除了此功能。